# Émile Danoën
Émile Danoën, né le 10 janvier 1920 à Moëlan-sur-Mer (Finistère) et mort le 7 mai 1999 à Meudon, est un écrivain français.

## Biographie
Émile Danoën est né Émile Orvoën, de Pierre Orvoën et Léonie Le Doze, à Moëlan-sur-Mer dans le Finistère, mais il a grandi dans la pension de marins tenue par ses parents dans le quartier Saint-François du Havre.
Alors qu'il est pion à l'École primaire supérieure de Montivilliers, il rencontre Marius Grout et se lie d'amitié, pour la vie, avec Pierre Aubery et Roger Hébert, qui sont les dédicataires de L'Aventure de Noël.
Durant la Seconde Guerre mondiale, il descend à Marseille avec sa première femme, Georgette. Ils eurent deux fils, Michel et Pierrot.
Il collabore à la revue Les Cahiers du Sud de Jean Ballard et se produit dans les bars et les restaurants du vieux port comme violoniste ambulant.
Parmi les personnalités qu'il côtoie à Marseille, telles Joë Bousquet, François Le Lionnais, Paul Valéry, Paul Éluard, Lanza del Vasto ou encore André Gide, il s'attache plus particulièrement à Gabriel Bertin (auquel il dédie son premier roman, Cerfs-volants), à Voline, en train de terminer son grand œuvre La Révolution inconnue, et à Gabrielle Neumann, bras droit de Léon Pierre-Quint, le directeur des éditions Le Sagittaire.
À la fin de l'occupation allemande, Georgette meurt de la tuberculose, à la suite des privations dues à la guerre. Rue des enfants abandonnés, qui se passe à Marseille, est dédié "À plus personne…"
Émile Danoën gagne Paris où il devient critique littéraire à Ce Soir de Louis Aragon. Il écrit des chroniques et des nouvelles pour diverses publications comme Action, L’Aurore, Bref, Les Cahiers du peuple, Europe (où il se fait le chantre du sport), Existences, La Gazette des lettres, Les Lettres françaises, Mystère Magazine, La Nef de Lucie Faure, La Rue, Terre des hommes.
Excellent danseur mondain, il fait la connaissance au Bal Bousca (l'un des plus célèbres bals de Paris à l'époque), de Christiane Motoret (1922-1972), fonctionnaire à la Paierie générale de la Seine, militante à la Confédération générale du travail et sœur de Raoul Motoret. Avec elle, il gagne de nombreux concours de danse, ce qui permet d'arrondir les fins de mois du couple, qui se marie en février 1946. Leur relation inspire L'Heureuse aventure.
Divorcé de Christiane en mai 1951, il devient l'époux de Léna, la fille de Théodore Botrel. Ils eurent un fils, François.
Cette même année, il obtient le Prix du roman populiste  pour Une maison soufflée aux vents, dédié à Léna.
En 1952, il reprend la vie commune avec Christiane Motoret jusqu'à la mort de cette dernière en mai 1972. Ensemble ils ont une fille, Laurence Motoret, née en 1953.
Tout en écrivant et en fréquentant assidûment la Bibliothèque nationale de France pour ses recherches (en particulier celles concernant le syndicaliste Jules Durand, auquel il consacre un roman qui sera publié dix ans après sa mort), il se fait embaucher temporairement comme surveillant de collège, gardien de nuit dans des entrepôts, moniteur de voile, de tennis ou de ping-pong, gardien de but sur les terrains de football, précepteur, instituteur remplaçant, accompagnateur de randonnées mycologiques.
Émile Danoën est mort dans sa 80e année à Meudon, où il habitait avec une amie de sa jeunesse marseillaise, devenue sa quatrième épouse en 1984 : Francine Bloch, fille de José de Bérys.
Il est enterré au cimetière des Longs Réages à Meudon.
Certaines de ses œuvres ont été traduites en anglais, en russe et en chinois.
Une partie de ses archives, qui contient plusieurs textes inédits, a été déposée à l’IMEC.